# Кутир д'Аржансон
Кутур д'Аржансон (фр. Couture-d'Argenson) насеље је и општина у западној Француској у региону Поату-Шарант, у департману Де Севр која припада префектури Ниор.
По подацима из 2011. године у општини је живело 410 становника, а густина насељености је износила 16,97 становника/km². Општина се простире на површини од 24,16 km². Налази се на средњој надморској висини од 90 метара (максималној 131 m, а минималној 82 m).

## Демографија
| 1962. | 1968. | 1975. | 1982. | 1990. | 1999. | 2011. |
| ----- | ----- | ----- | ----- | ----- | ----- | ----- |
| 471   | 525   | 515   | 451   | 401   | 387   | 410   |

График промене броја становника у току последњих година